# 1º Fronte ucraino
Il 1º Fronte ucraino fu un grande raggruppamento strategico dell'Armata Rossa sovietica, costituito durante la seconda guerra mondiale sul Fronte orientale. Il Fronte nella terminologia tradizionale russa e sovietica era equivalente ad un gruppo d'armate degli eserciti occidentali.
Una parte dei reparti del 1º Fronte ucraino e i suoi quadri di comando provenivano direttamente dal Fronte di Voronež che si era distinto nelle durissime campagne dell'inverno 1942-43 e soprattutto nella battaglia di Kursk.

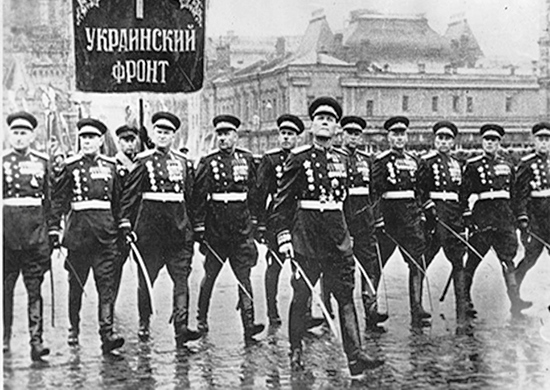
Ufficiali del 1º Fronte ucraino, guidati dal comandante, maresciallo Ivan Konev, durante la parata della vittoria di Mosca del 1945.

Costituito da numerose armate combinate, rafforzate da due o tre armate corazzate delle guardie e da altri corpi d'armata meccanizzati autonomi, il 1º Fronte ucraino fu sempre in azione fino al termine della guerra operando prevalentemente sul territorio dell'Ucraina e contribuendo a liberare gran parte di questo territorio. All'inizio era guidato dall'energico e combattivo generale Nikolaj Vatutin che lo diresse nella liberazione di Kiev e nella sanguinosa battaglia della sacca di Korsun. Dopo la morte del generale Vatutin in un'imboscata di nazionalisti ucraini, il comando passò per breve tempo direttamente al maresciallo Georgij Žukov che lo guidò nella vittoriosa campagna della primavera 1944 fino alla catena dei Carpazi.
A partire dall'estate 1944 il 1º Fronte ucraino venne comandato dal duro maresciallo Ivan Konev; fortemente rafforzato con migliaia di carri armati e cannoni, ebbe un ruolo decisivo nell'offensiva Leopoli-Sandomierz, durante la quale liberò, dopo alcune spericolate manovre delle sue armate corazzate, la città di Leopoli e raggiunse per primo la Vistola a Sandomierz, affiancandosi al 1º Fronte Bielorusso sulla direttrice principale di Berlino. Nel 1945 il Fronte del maresciallo Konev quindì ingaggiò una vera corsa con il Fronte del maresciallo Žukov per la conquista della capitale tedesca; dopo la grande avanzata dell'offensiva Vistola-Oder nel gennaio 1945, il Fronte deviò verso sud e occupò con un'abile manovra la Slesia riuscendo ad evitare la distruzione delle grandi fabbriche. Ai primi di aprile 1945, il maresciallo Konev raggruppò rapidamente le sue forze sulla linea del fiume Neiße pronto a riprendere l'offensiva verso il cuore della Germania: i carri armati del 1º Fronte ucraino ottennero brillanti successi, contribuirono all'accerchiamento e alla conquista di Berlino, e raggiunsero la linea dell'Elba entrando in collegamento con le divisioni americane. Nell'operazione Berlino il 1º Fronte ucraino perse tra morti e feriti 113 825 soldati e circa 800 mezzi corazzati, ma rivendicò di aver ucciso o ferito 189 619 soldati nemici e di avere catturato 144 530 uomini; sarebbero stati distrutti o catturati 2.097 mezzi corazzati tedeschi.
Il maresciallo Konev non aveva ancora concluso la sua missione; su ordine diretto di Stalin, il 1º Fronte Ucraino dovette raggiungere un ultimo obiettivo. La massa principale delle sue armate e le due armate corazzate delle guardie avanzarono verso sud per accerchiare il Gruppo d'armate Centro ancora in combattimento in Boemia e liberare Praga. Con un'ultima manovra rapidissima i carri armati sovietici il 9 maggio arrivarono a Praga, accolti festosamente dalla popolazione, e contribuirono alla distruzione dell'ultimo gruppo di truppe tedesche.
Dopo la guerra le armate del 1º Fronte ucraino rimasero in Europa e vennero assegnate in parte al nuovo Gruppo di forze sovietiche in Germania che per 40 anni sarebbe stato schierato sulla prima linea della cortina di ferro, e in parte al Gruppo di forze Centrale, incaricato di presidiare Austria, Cecoslovacchia e Ungheria.

## Comandanti in capo del 1º Fronte Ucraino
| # | Nome                         | Immagine | Inizio       | Termine          | Note                                                                             |
| - | ---------------------------- | -------- | ------------ | ---------------- | -------------------------------------------------------------------------------- |
| 1 | Nikolaj Fëdorovič Vatutin    |          | ottobre 1943 | 29 febbraio 1944 | Gravemente ferito in azione il 29 febbraio 1944 e deceduto il 14 aprile 1944     |
| 2 | Georgij Konstantinovič Žukov |          | 1 marzo 1944 | maggio 1944      | Assume l'incarico di rappresentante dello Stavka al 1° e al 2° Fronte Bielorusso |
| 2 | Ivan Stepanovič Konev        |          | maggio 1944  | 10 giugno 1945   | Assume il comando del Gruppo di forze Centrale in Austria e Ungheria             |

## Ordine di battaglia nell'operazione Berlino 1945
- Quartier generale
- 3ª Armata corazzata delle guardie
- 4ª Armata corazzata delle guardie
- 3ª Armata delle guardie
- 5ª Armata delle guardie
- 13ª Armata
- 28ª Armata
- 52ª Armata
- 2ª Armata polacca
  -  4º Corpo corazzato delle guardie
  -  25º Corpo corazzato
  -  7º Corpo meccanizzato delle guardie
  -  1º Corpo di cavalleria delle guardie (meccanizzato)

Note: 

## Effettivi nell'operazione Berlino
| Consistenza organica del 1º Fronte ucraino durante la battaglia di Berlino.                                                                                            |
| PERSONALE ufficiali e soldati: 511.500 |
| MEZZI DI TRASPORTO autocarri: 29.505 |
| ARMAMENTO carri armati: 1.388 cannoni semoventi: 667 cannoni anticarro: 1.440 pezzi d'artiglieria campale: 5.040 cannoni contraerei: 945 aerei da combattimento: 2.148 |